# Birniguel
Birniguel (ou Birninguel, Birminguel) est une localité située dans l'arrondissement de Bogo, département du Diamaré et région de l’Extrême-Nord du Cameroun.

## Population
En 1975, le village comptait 131 habitants, dont 39 Peuls et 92 Mousgoum.
Lors du recensement de 2005, on y a dénombré 262 personnes.